# Dżumraja
Dżumraja (arab. جمرايا) – miejscowość w Syrii, w muhafazie Damaszek. W 2004 roku liczyła 1156 mieszkańców.